# 出水麻衣
出水 麻衣（でみず まい、1984年〈昭和59年〉2月11日 - ）は、TBSアナウンサー。

## 来歴

### 生い立ち・学生時代
東京都生まれ。英語の通訳をする父の仕事の関係で小学4年生の夏にアメリカに渡り、高校2年生の夏までジョージア州ピーチツリーシティで生活する。帰国後、国際基督教大学高等学校に編入し、同校を卒業。上智大学外国語学部英語学科に進学。同大学同学部を卒業。3歳から12歳までクラシックバレエを習った。大学時代にミスキャンパスナビグランプリ2003審査員特別賞受賞。セント・フォースに所属し、テレビ朝日などで放送されたバラエティ番組『鈴木タイムラー』の女子大生リポーターとして活動。またスカイパーフェクTV!のPRIDEでサブキャスターを担当。

### TBSテレビに入社
2006年4月に入社。同期は伊藤隆佑・水野真裕美（2022年7月1日から人事労政局を兼務）。同年8月14日、TBSのサイトのインターネットテレビストリーミングの生中継に出演。9月30日、TBSの大型クイズ番組『オールスター感謝祭』でTBSアナウンサーとしてデビューし番組の休憩タイム進行係を担当。10月より、『J-SPO』のアシスタントキャスターを担当（～2008年3月）、ほかバラエティ番組の『ママアナのデジ@缶』（～2008年9月）や『オビラジR』（～2009年3月）へ出演。12月4日より、『筑紫哲也 NEWS23』のスポーツコーナーを担当（～ 2009年3月27日）。
2007年8月25日から9月2日まで開催された『世界陸上大阪大会』ではリポーターを担当、応援・取材等を行った。当番組以降も陸上関係のスポーツ中継ではリポーターとして出演することが多かった。2008年10月5日より、情報番組『メガデジ』へ出演（～ 2009年9月25日）。2009年春、先輩の小林麻耶が3月にTBSを退社するのに伴い、その後任として『王様のブランチ』『世界・ふしぎ発見!』『ザ・イロモネア』など（まとめて）引き継ぐ。3月21日より、『王様のブランチ』の進行アナウンサー（～ 2014年3月29日）。年4月11日より、『世界・ふしぎ発見!』のアシスタントを担当（～ 現在）。4月15日より、『格闘王子』のナレーションを担当（～ 2010年3月24日）。4月16日より、『女神サーチ』の司会を担当（～ 2010年3月25日）。9月16日、『キングオブコント2009』のPR担当として、スポーツ新聞社4社（サンケイスポーツ・日刊スポーツ・スポーツニッポン・デイリースポーツ）を訪問。10月21日より、 『時短生活ガイドショー』のアシスタントを担当（～ 2010年8月25日）。
2010年4月8日より、『ツボ娘』の司会を担当 （ ～ 2015年3月26日）。2011年1月31日より、ラジオ番組『角田信朗 〜傾いて候〜 よっしゃあ!』のアシスタントを担当 （～ 2012年2月20日）。2012年4月より再び『NEWS23X』（→NEWS23）にスポーツ担当として出演（～ 2014年3月）。
2014年4月1日より、『JNNフラッシュニュース』に出演（～ 2015年3月31日）2015年4月5日より、ラジオ番組『コシノジュンコ MASACA』のアシスタントを担当（～現在）。7月13日に兵庫県相生市から「相生市ふるさと応援大使」に委嘱。2018年10月より、テレビ番組『ひるおび!』内のJNNニュース（月曜 - 水曜）、『ゴゴスマ -GO GO!Smile!-』内の最新ニュースコーナー（月曜 - 水曜）、『報道1930』（火・水・金）でニュース読みを担当（～現在）。ラジオ番組『土曜ワイドラジオTOKYO ナイツのちゃきちゃき大放送』のアシスタントも担当（～現在）。　
2023年から、TBSテレビの部署「事業投資戦略部」（他社とTBSによる共同プロジェクトの創出などを担う部署。部内には投資部門もある）も兼務。
2025年3月31日、『Nスタ』キャスターに加入。

## 人物

### 身体的特徴
- 身長160cm。

### 愛称
- 「マイマイ」、「デミちゃん」など。

### 家族
- 両親[11]。
- 一人っ子[11]。
- ブランチという名前の犬が実家で暮らしている[11]。

### 趣味・特技・資格
- 趣味：食べ歩き[1]、餃子づくり[1]。スポーツ観戦・観劇・ゴルフ・ランニング。
- 特技：クラリネット・ダンス・クラシックバレエ・マッサージ。
- 資格： 英語検定1級。TOEIC980点[12][13]。教員免許（英語）取得。

### 嗜好
- 学生の頃はデニム・パンツスタイルが好きであったが、アナウンサーになって以降はスカート派になった[14]。

### 交友関係
- 同期の元フジテレビアナウンサー・本田朋子とは学生時代からの友人で、セント・フォースにも所属[15][16]。皆藤愛子もセント・フォース時代からの友人[15]。松本あゆ美とはゴルフの共通の趣味があり仲が良く、度々ブログに取り上げている[17]。
- 元バドミントン女子日本代表選手の潮田玲子[14][18] や『女神サーチ』で共演していた雑誌『CanCam』専属モデルの舞川あいく[19][20]、タレントのSHEILAや女優の伊藤裕子[21]、遼河はるひ[22] ともそれぞれ親しい。
- フジテレビアナウンサー・戸部洋子に似ていると言われており、2009年4月30日にライブ会場で偶然戸部と初対面を果たし[23]、同年5月29日には食事会が実現した[24]。

## エピソード
- 2015年12月9日放送の『芸能人が本気バレエ!密着200日…白鳥の湖を踊りたい!世界最高峰の舞台に誰が？SP』で、約15年ぶりにバレエに挑む[25]。
- 2016年11月19日放送の『世界・ふしぎ発見!』の企画で、キリマンジャロ登山に挑戦し、登頂に成功した[26]。
- 2021年から2年間、早稲田大学大学院に通い、経営管理研究科を修了し、経営管理修士（専門職）（MBA）を取得した[2][27]。平日の夜間と土曜に開講する二年制コースで、ゼミでは平野正雄教授（元マッキンゼー日本支社長）に師事。修士論文は『日本の民間放送におけるインターネット動画配信戦略の考察　コンテンツの生涯価値最大化に向けた提言』[28]。

### NEWS23シリーズ
2006年12月4日より、入社1年目で山本モナの後任の一人として『NEWS23』への出演が決まる。2009年3月27日まで2年4か月間担当した。2012年4月より再び『NEWS23X→NEWS23』にスポーツ担当として出演することになり、2014年3月まで担当した。
- 当初は月〜木曜担当と発表されたが、担当2週目からは月〜水曜になった。そのため2006年内のみ、当時金曜担当であった岡山裕子が木曜も担当していた。
- 2007年の年明けから一旦は土曜の生出演が無くなった（後に不定期で復活）ため月〜木曜担当に戻るが、その後も『オビラジR』の収録が木曜に行われる関係上、木曜の『NEWS23』については緊急時を除いて「途中参加」という形を取ることが多かった。2008年4月のリニューアル以降、原則としてどの曜日でもオープニングには毎回顔を出すようになるが、その後スポーツコーナーが始まるまでの間は退席している。
- 2008年2月4日にスポーツ担当への配置換え以降も、最初の2か月は金曜版『NEWS23』には出演せず（VTR出演する場合はあるが、生出演はない）、スポーツコーナーはサブキャスターの膳場貴子が兼務していた。
- 『J-SPO』を降板した2008年4月4日より、金曜日のスポーツコーナーにも出演するようになる。
- 2012年春からの2度目の就任の際は、レギュラー番組の整理は行われなかった。

## 現在の出演番組

### テレビ
レギュラー番組
- 世界・ふしぎ発見!（2代目アシスタント[注 5]、2009年4月11日 - ）毎週土曜21:00〜21:54
- ひるおび! JNNニュース担当 月 - 水曜日（2018年10月1日 - ）
- ゴゴスマ -GO GO!Smile!-（CBCテレビ制作／最新ニュース担当、火曜日、2018年10月1日 -  2023年9月26日、2024年4月2日‐）[注 6]
- 報道1930（BS-TBS／火・水・金曜日、2018年10月2日 - ）
- Nスタ日曜版（メインキャスター、2023年4月2日 - ）

不定期出演
- TBS女子アナ 鉄道の旅「出水麻衣・予土線 四万十川の旅」（TBSチャンネル1・2／2014年8月 - ）
2015年7月までに「指宿枕崎線編」「秋田内陸縦貫鉄道編」「島原鉄道編」「富山地方鉄道・黒部峡谷鉄道編」に出演

### ラジオ
以下、TBSラジオ
- コシノジュンコ MASACA（2015年4月5日 - ）
  - 2023年4月9日からは、TBSの番組として放送上『コシノジュンコ MASACA』と『Nスタ』日曜版に2番組連続で登場する形となる[注 7]。
- 土曜ワイドラジオTOKYO ナイツのちゃきちゃき大放送（2015年10月3日 - ）
- 龍角散 presents のどの窓（2023年6月4日 - ）

## 過去の出演番組

### テレビ（TBSテレビ／BS-TBS／TBSチャンネル）

#### レギュラー番組
- 出水麻衣のTBSチャンネルガイド（2006年10月 - 2009年3月、TBSチャンネルの番組告知、放送時間は不定）
- J-SPO（2006年10月8日 - 2008年3月30日）アシスタントキャスター
- ママアナのデジ@缶（2006年10月8日 - 2008年9月28日）
- オビラジR（2006年10月2日 - 11月24日の間は毎日、同年11月28日 - 2009年3月19日の最終回の間は週3日出演だった。最終的に火〜木曜の担当。）
- 筑紫哲也 NEWS23→NEWS23第1期（スポーツコーナー担当、2006年12月4日 - 2009年3月27日）
  - 当初は主に天気を担当（一部ニュース読みも兼務。ただし木曜は原則として天気予報コーナーのみ）。2008年3月までは、金曜版『23』には原則として登場しなかった。
  - NEWS23X→NEWS23第2期（スポーツキャスター、2012年3月26日 - 2014年3月28日）月 - 木曜日22:54〜23:45、金曜日23:30〜24:15
- チャンネル☆ロック!（レギュラーとして2006年10月 - 2007年元旦特番、不定期出演は2007年4月7日 - 2009年3月28日）
  - いったんは降板したものの、休職中の水野真裕美（出水とは同期入社）の代行として復帰し、不定期出演していた。その後も最終回まで小林麻耶が諸事情により不在の週には代役として出演していた。
- メガデジ（2008年10月5日 - 2009年9月25日）毎週日曜25:20〜25:50 ※放送時間は不定
- ウンナン極限ネタバトル! ザ・イロモネア 笑わせたら100万円（ゴールドラッシュの司会ほか、2009年4月16日〔初出演は6月4日〕 - 2010年3月18日）
  - 2010年12月放送のスペシャル番組版以降へは出演せず
- 格闘王子（ナレーション、2009年4月15日 - 2010年3月24日）
- 女神サーチ（司会、2009年4月16日 - 2010年3月25日）
- ウンナンのラフな感じで。（2010年4月22日 - 8月5日）
- 時短生活ガイドショー（アシスタント、2009年10月21日 - 2010年8月25日）※TBSでの放送期間
- 夢の扉 〜NEXT DOOR〜（3代目ナレーション、2010年4月 - 2011年3月）
- 教科書にのせたい!（松本志のぶの代役として、2011年10月25日 - 2012年3月）
- 世紀のワイドショー!ザ・今夜はヒストリー（松嶋尚美の代役として、2011年12月14日 - 2012年4月25日）
- 王様のブランチ（2009年3月21日 - 2014年3月29日）毎週土曜9:30〜14:00
  - 2007年1月 - 3月中旬まで『華麗なる一族』の出演者へのインタビュアーとしてVTR出演していた。
- ツボ娘（2010年4月8日未明 - 2015年3月26日未明）毎週水曜26:25〜26:55
- JNNフラッシュニュース（2014年4月1日 - 2015年3月31日）毎週火曜21時前
- Oh!ベイスターズ2015（司会、2015年4月4日未明 - 9月26日未明）
- 時事放談（2015年4月5日 - 2018年9月30日）
- Cat Chat 英語KIDS!（BS-TBS・Daisy〔デイジー〕お姉さん役[31]、2011年1月9日 - 2013年3月31日）※2013年4月以降放送休止
- 週刊報道 LIFE（BS-TBS／2015年4月5日 - 2018年9月16日）
- 外国人記者は見た!日本inザ・ワールド（BS-TBS／MC、2015年10月7日 - 2018年9月30日）

#### スポーツ関連
陸上競技全般・関連番組
- 全日本実業団対抗女子駅伝大会
  - 第26回（2006年12月17日）・第27回（2007年12月16日）・第28回（2008年12月14日）・第32回（2012年12月16日）・第33回（2013年12月15日）・第34回（2014年12月14日）リポーター
  - 全日本実業団女子駅伝ナビ（2007年12月15日）
- 世界陸上大阪大会（2007年8月25日 - 9月2日）リポーター
  - 世界陸上大阪ついにあす朝6時開幕SP伝説のアスリート集結ドリーム陸上in大阪（2007年8月24日）
  - 世界陸上韓国テグ大会（2011年8月27日 - 9月4日）現地キャスター
  - 世界陸上モスクワ大会（2013年8月10日 - 8月18日）現地キャスター
- ヤマザキ新春スポーツスペシャル・ニューイヤー駅伝
  - 2009（第53回／2009年1月1日）・2011（第55回／2011年1月1日）・2013（第57回／2013年1月1日）・2015（第59回／2015年1月1日）リポーター
- IAAFゴールデンリーグ陸上（2009年6月29日、7月27日、8月3日）司会

ボクシング・格闘中継
- ボクシング世界フライ級ダブルタイトルマッチ（2008年7月30日）
- WBC世界フライ級タイトルマッチ（2008年12月23日、2009年11月29日）
- K-1 WORLD MAX（2009年2月23日）
- 史上初2大格闘技祭り!!内藤大助世界戦×格闘技DREAM（2009年5月26日）
- 秋の2大格闘技祭り!!亀田大毅世界戦×DREAM.11（2009年10月6日、2010年9月25日）
- WBA世界フライ級タイトルマッチ デンカオセーン・カオウィチットvs亀田大毅（2010年2月7日）
- 史上最大春の格闘技祭り（2010年3月27日）
- 豪華中継!内藤大助＆プロ野球横浜×巨人（2010年5月9日）ボクシング司会
- プロボクシング 亀田兄弟＆井岡トリプル世界前哨戦（2010年7月25日）
- 今夜亀田三兄弟そろい踏み＆K-1甲子園＆大晦日ダイナマイトSP（2010年12月26日）
- ボクシング 井岡一翔世界タイトル初防衛戦（2011年8月10日）
- 亀田兄弟ダブル世界タイトルマッチ（2011年12月7日）

その他
- スポーツマンNo.1決定戦XXX IV （2007年1月1日）リポーター
- 2008マツダオールスターゲームリポーター
- 北京オリンピック（2008年8月10日 - 8月22日）国際放送センタースタジオキャスター／現地リポーター兼務
  - ロンドンオリンピック（2012年7月27日 - 8月12日）同上
  - ソチオリンピック（2014年2月7日 - 2月23日）同上
- 東レ パン・パシフィック・オープン・テニストーナメント（2008年11月14日）インタビュアー
- 2009 ワールド・ベースボール・クラシック 決勝トーナメント（2009年11月14日）総集編 スタジオ司会
- 白鵬24歳 大横綱への挑戦（2010年2月28日）司会
- 競艇中継司会（水上の挑戦者スペシャル 栄光と挫折の夢舞台! 第45回SG総理大臣杯／2010年3月22日）
- 2010 FIFAワールドカップ開幕前夜祭（2010年6月10日）進行役
- 三井住友VISA太平洋マスターズ（2010年11月14日）司会 ／（2011年11月13日）プレイヤー
- 美女アスリート総出演 炎の体育会TV（2011年1月11日）進行
  - 炎の体育会TV前夜祭（2011年10月9日）アシスタント

#### 不定期・単発出演等
- オールスター感謝祭（リポーター、2006年秋 - 遅くとも2009年秋）
- オールスター赤面申告!ハプニング大賞（司会・TBS女子アナハプニングコレクション）
2007年正月分と2008年春の2回、司会を担当。
- 2時っチャオ!（2007年1月12日）「グルメランキング・ヨーク味わっチャオ!」のコーナーに出演。
- 学校へ行こう!MAX（2007年2月6日、2008年2月12日）
- イブニング・ファイブ（2007年3月14日）「豪傑オンナ列伝」企画でコシノヒロコにインタビュー
- 決定!全国47都道府県超ランキングバトル!!出身県で性格診断!?ニッポン県民性発表SP（2007年4月10日、10月4日、2008年4月7日）TBSアナウンサー代表
- 出水麻衣の日本全国駅弁選手権「肥薩線」（2007年4月）
- DOORSシリーズ（DOORS 2007（2007年9月23日）／DOORS 2008（2008年9月21日））
2007年はエアボーカリスト鑑賞会に参加。V6に2度ほど「出川アナ」とボケられた。
- 第40回・第42回日本有線大賞（2007年12月12日、2009年12月20日）
- 明石家さんちゃんねる
2008年2月4日放送、サッポロビール千歳工場をタカアンドトシと見学＆焼肉で打ち上げ。
2008年4月16日放送（2時間スペシャル）『「もう地味とは言わせない!」さんまがTBSアナウンサーを大改革スペシャル!』岡村仁美の座右の銘を日本語に翻訳し批評。
2008年7月30日放送「テレビ業界アンビリバボー」の進行役。
- お笑いメリーゴーランド（2008年3月22日、2008年10月16日、2009年1月6日）進行補佐
- 春だGoro's Barスペシャル（2008年4月3日）
英語力の調査で、次長課長・井上聡がコンパでガンダムの話ばかりしていた事を英語で暴露した。
未公開SP（2008年4月17日）では、カラオケで「もらい泣き」を披露した。
- アースフロンティア 未来を救う地球教室[32]（2008年4月21日）進行役
- パナソニックスペシャル・オリンピック代表達の真実の絆（2008年5月18日）テーマパークパビリオンキャスト（案内役）[33]
- 赤坂プレミア屋台村!売上No.1決定戦!!（2008年7月20日）
2008年7月20日同日、夏サカス'08会場から、『サンデーモーニング』『サンデージャポン』『アッコにおまかせ!』にもレポーターとして、はしご出演し「赤坂プレミア屋台村!売上No.1決定戦!!」を紹介。
- サクセス道場 〜偉人に学ぶ幸せのヒント〜（2008年9月23日）司会
- 客観偏差値バトル08 芸能人は己を客観視することが出来るのか!?[34]（2008年10月9日）
- うたばん→ザ・ミュージックアワー（2008年10月23日入社後初出演、以降不定期出演）
- 輝く!一生懸命テレビ大賞2008[35]（2008年12月3日）
- リンカーン（遅くとも2011年春以降は出演していない）不定期出演
2008年は「愛してるゲーム」のコーナーに出演。
- アナCAN（レポートコーナー「アナウンサーのお仕事Powerted byケイコとマナブ」2008年10月以降は出演せず）
- 出水麻衣のSL紀行〜釧路・冬の湿原号〜（2009年3月）
- お笑いDynamite!’09 端午の節句SP（2009年5月3日）
- エンプラ（2009年5月10日、2011年1月9日・10月23日、2012年1月15日）
- ナビっち（2009年5月26日）[注 8]
- まさかのBパターン研究所（2009年7月27日）
- ノックアウト・ハウス 生き残れるヤツは誰だ（2009年8月11日）
- キングオブコント2009（2009年9月22日）
  - キングオブコント2010（2010年9月23日）
  - キングオブコント2011（2011年9月23日）
- 知識発想力推理 クイズ!イマジニア（2009年10月8日、2009年12月27日、2010年5月6日）司会進行役
- サンデージャポン（2009年10月18日）筑波山登山ロケ、登山休憩中後輩の田中みな実のモノマネに「ついていけない」と号泣。
- スペシャル 年越しプレミアライブ2009→2010（2009年12月31日 - 2010年1月1日）司会進行兼リポーター
- 史上空前!! 笑いの祭典 ザ・ドリームマッチ2010（2010年1月2日）芸人控え室レポーター
  - 史上空前!! 笑いの祭典 ザ・ドリームマッチ2011（2011年1月1日）芸人控え室レポーター
  - 史上空前!! 笑いの祭典 ザ・ドリームマッチ2012（2012年1月1日）芸人控え室レポーター
- 落語研究会プレミアム（2010年5月15日）
- 池上彰が日本の危機を緊急ニュース解説!号外!池上タイムズ（2010年6月27日）
- お茶の水ハカセ（2010年7月20日） 先輩の吉川美代子、久保田智子など若手・中堅アナウンサーと共にゲスト出演
- あなたの知らない僕らのウマめし大賞2（2011年3月31日）司会
- もしアナウンサーが学校の先生だったら!（2011年4月6日）
- ひみつの嵐ちゃん!（2011年4月21日・28日）中島知子の司会代行
- おんなの買物大作戦3（2011年5月5日）司会
- ニッポン大女優伝説（2011年10月11日）司会
- 超人気芸人12組ガチで大ゲンカ祭り（2011年12月21日）アシスタント
- 伝説のクイズ王集結!究極の超人頭脳は誰だ!?クイズ最強王者決定戦!!〜ワールド・クイズ・クラシック〜（2011年12月23日）VIPリポーター
- ぱーせんちょ（2011年4月1日）進行役
- 内村不動産（2011年4月5日、11月10日）
- さんまのホントの恋のかま騒ぎ（2011年4月13日放送 ゲスト出演）
- 嵐を呼ぶ!あぶない熟女 どうなってるの!?芸能界 ワケあり芸能人に最後通告SP（2012年1月10日）アシスタント
- 芸能人が本気バレエ！密着200日…白鳥の湖を踊りたい！世界最高峰の舞台に誰が？SP（2015年12月9日）[25]

#### ドラマ
- おじいちゃんは25歳（2010年11月15日、22日）NEWS720リポーター役

### テレビ（他局）
- 笑っていいとも!（フジテレビ、2012年7月）
- 行列のできる法律相談所（日本テレビ、2012年7月）

### ラジオ（TBSラジオ）
- エキサイトベースボールマネージャーズ（2008年10月3日 - 2009年3月27日、金曜担当）
相棒は同期入社の伊藤隆佑（別のアナウンサーが出演した放送回あり）
- 池山隆寛のBUNBUN radio（2010年10月5日 - 2010年12月31日）
- 角田信朗 〜傾いて候〜 よっしゃあ!（アシスタント、2011年1月31日 - 2012年2月20日）[36]
東北地方太平洋沖地震（東日本大震災）の影響で2011年3月14日（TBSラジオ）放送分より休止、5月9日から再開。
- 悠と渚のハツラツサンデー（2011年1月9日）鈴木あきえに向けてコメント出演[37]
- 鈴木おさむ 考えるラジオ（2011年4月9日 - 2012年9月29日）
  - 出水麻衣のエクスキューズミー（2011年6月18日）

TBSが「鈴木おさむ 考えるラジオ」を野球中継に差し替えたことに伴い、同番組のネット局への裏送りとして放送[38]。
- ザ・トップ5（シーズン4の金曜日、2014年10月3日 - 2015年3月20日）17:50〜20:00
- ラジオブックス（2006年12月18日 - 22日、2007年5月14日 - 18日、11月26日 - 30日）
- 城島茂のどっち派?!（2006年9月8日）豊田綾乃の代役で出演。
- 赤江珠緒 たまむすび（2012年9月24日、2015年8月3日、2020年5月4日、5月18日）
いずれも赤江珠緒の代役（夏季休暇もしくは病気療養などのため）
- 森本毅郎・スタンバイ!（2014年9月22日）遠藤泰子夏季休暇時の代役
- 荒川強啓 デイ・キャッチ!（2014年9月29日）片桐千晶夏季休暇時の代役
- 笹川友里 プレシャスサンデー（2015年8月23日）笹川友里夏季休暇時の代役
- おぎやはぎのクルマびいき（2015年10月3日 - 2022年3月26日）
- ジェーン・スー 生活は踊る（2018年3月14日）長峰由紀の代役[39]
- 朗読のミカタ（2022年12月12 - 16日）※JRN全国ネットの事前収録番組
- TBSラジオプレス（2024年11月11日） - 宇内梨沙の体調不良に伴う代役

### ネット配信
- Channel JAPAN（かつてはTBSと日本経済新聞の共同制作、2012年4月 - 遅くとも2019年）
2012年10月から日経CNBCでも放送（TBSニュースバードでは未放送だった）
制作体制の変更およびリニューアルに伴い降板。

### その他
- 『クリスマス☆ウィーク』（2007年12月17日 - 12月25日）サンタクロース姿で小林麻耶とTBSのクリスマスの特番やレギュラー番組の告知を行った。CMにも出演。

### TBSテレビ入社前
- 鈴木タイムラー（テレビ朝日）[6]
- PRIDE（PRIDE1 - 2005年9月）スカイパーフェクTV!の実況でサブキャスター
- うたばん（2005年2月17日放送分はGackt初出演時の照明係。）

## 映画
- ダーリンは外国人（2010年4月10日）

## 雑誌
- 『CanCam』
  - 2009年1月号「女子アナ界もCCエレガンス」（2008年11月19日発売号）
  - 2010年8月号「舞川あいく1か月プライベートなコーディネート」（2010年6月23日発売号）
- 『週刊プレイボーイ』（2013年7月8日号）

## 関連人物

### 同期入社
- 伊藤隆佑（アナウンサー）
- 水野真裕美（アナウンサー）
- 土居一雄（経済部所属記者）
- 上田淳也（コンテンツ制作局プロデューサー）

### その他
- 中込真理子（フリーアナウンサー）- ミスキャンパスナビグランプリ2003、元山梨放送
- 八木麻紗子（テレビ朝日） - 第6回JCF学生映画祭で共に司会[40]
- 杉浦友紀（NHK東京） - 第6回JCF学生映画祭学生親善大使、上智大学の後輩
- 本田朋子（フリーアナウンサー） - セント・フォース時代の同期・友人、元フジテレビ
- 小林悠（元TBSアナウンサー） - 出水と同じく同局入社前にセント・フォース所属のキャスターとして活躍していた。2016年3月に退社し、活動停止